# Alexis Ragougneau
Alexis Ragougneau est un auteur de théâtre et romancier français né le 3 août 1973.

## Biographie
Alexis Ragougneau a été traduit aux États-Unis, en Allemagne, en Espagne, en Italie, en Suède, en Pologne et en Grèce.[réf. nécessaire]

## Œuvres publiées
- Les Îles Kerguelen suivi de Bastringue, théâtre, éditions de l'Amandier, 2009
- Krankenstein, théâtre, éditions La Fontaine, 2010
- Kaiser suivi de Notre Père, théâtre, éditions de l'Amandier, 2011
- L'Abbaye, théâtre, éditions La Fontaine, 2012
- L'Héritage, théâtre, éditions de l'Amandier, 2013
- Selon Dante, roman, éditions de l'Amandier, 2014
- La Madone de Notre-Dame[1],[2], roman policier, éditions Viviane Hamy, 2014. Réédition en poche chez Points
- Évangile pour un gueux[3], roman policier, éditions Viviane Hamy, 2016. Réédition en poche chez Points
- Niels[4],[5],[6], roman, éditions Viviane Hamy, 2017. Réédition en poche chez Points
- Opus 77[7],[8],[9], roman, éditions Viviane Hamy, 2019. Réédition au Livre de Poche
- Palimpseste[10],[11],[12],[13], roman, éditions Viviane Hamy, 2022

## Œuvres créées au théâtre
- 2004 : Conversations pour chaises électriques, mise en scène de l'auteur, Aktéon Théâtre, Paris, France
- 2006 : La Mort du bailli Gessler, mise en scène d'Yves Burnier, Théâtre du Moulin-Neuf, Aigle, Suisse
- 2008 : Selon Marconi, mise en scène de l'auteur, Théâtre de la Tempête, Rencontres à la Cartoucherie, Paris, France
- 2008 : Bastringue, mise en scène de Frédéric Ozier, Théâtre de l'Étoile du Nord, Paris, France
- 2008 : Krankenstein, mise en scène de Frédéric Ozier, Théâtre de l'Étoile du Nord, Paris, France
- 2009 : Les Îles Kerguelen, mise en scène de Frédéric Ozier, Théâtre de la Tempête, Paris, France
- 2013 : Enquête magnétique, mise en scène de Frédéric Ozier et Julie Burnier, Festival de la Cité, Lausanne, Suisse
- 2013 : Il va vous arriver quelque chose, mise en scène de Frédéric Ozier et Julie Burnier, Théâtre 2.21, Lausanne, Suisse
- 2015 : Kaiser, mise en scène de Jean-Claude Idée, Centre culturel d'Uccle, Belgique
- 2024 : Berliner Nacht, mise en scène de Julie Burnier, direction musicale de Jérémie Zwahlen, Théâtre des Terreaux, Lausanne, Suisse

## Prix et distinctions
- Nommé pour le Prix du Polar Européen 2014 pour La Madone de Notre-Dame
- Nommé pour le Prix du Polar Européen 2016 pour Évangile pour un gueux
- Dans les deux premières listes du Prix Goncourt 2017 pour Niels[14]
- Nommé pour le Prix du livre européen 2018 pour Niels
- Finaliste du Prix Femina 2019 pour Opus 77[15]
- Nommé pour le Prix des libraires 2020 pour Opus 77
- Nommé pour le Prix Pelléas - Radio Classique 2020 pour Opus 77
- Nommé pour le Prix Françoise Sagan 2020 pour Opus 77
- Sélection Cezam Prix Littéraire Inter CE 2020 pour Opus 77
- Lauréat du Prix Libraires en Seine 2020 pour Opus 77
- Lauréat du Prix de l'Union Interalliée 2020 pour Opus 77
- Finaliste du Prix André Malraux 2022 pour Palimpseste